# Kevin Weisman
Kevin Weisman (Los Angeles, 29 december 1970) is een Amerikaans acteur.
Kevin Weisman is vooral bekend voor zijn rol als Marshall Flinkman in de televisieserie Alias.
Hij is sinds 21 mei 2005 getrouwd met Jodi Tanowitz en samen hebben ze een dochter, Maya Rose Weisman, geboren op 31 maart 2006 en een zoon, Eli Samuel Weisman, geboren op 11 februari 2008. Kevin Weisman is ook de drummer van de rockband Trainwreck.

## Filmografie
- The Trust (2016)
- That Guy: Pilot (2014)
- Hello Ladies: The Movie (2014
- Bending the Rules (2012)
- Unicorn City (2012)
- Undocumented (2010)
- Flipped (2010)
- Space Buddies (2009)
- B.O.H.I.C.A. (2008)
- Business Class (2007)
- Clerks II (2006)
- Illusion (2004)
- Buying the Cow (2002)
- Lip Service (2001)
- More Dogs Than Bones (2000)
- Gone in 60 Seconds (2000)
- Robbers (2000)
- Man of the Century (1999)

## Televisie
- Marvel's Runaways (2017-2019)
- The Blacklist (2015-2016)
- Scorpion (2015)
- Hello Ladies (2013)
- Awake (2012)
- Moonlight (2007)
- Ghost Whisperer (2006)
- Alias (2001-2006)
- Charmed (2001)
- Buffy the Vampire Slayer (2000-2001)
- Felicity (2000)
- The X Files (2000)
- The Pretender (2000)
- Roswell (1999-2000)
- JAG (1999)
- ER (1998)
- The Blacklist (Dr. Jeffrey Maynard (2 episodes, 2015))